# Zostérops de Mayotte
Zosterops mayottensis
Espèce
Statut de conservation UICN

 LC  : Préoccupation mineure
Le Zostérops de Mayotte (Zosterops mayottensis) est une espèce de passereaux appartenant à la famille des Zosteropidae endémique de Mayotte.

## Sous-espèces
D'après Alan P. Peterson, il existe deux sous-espèces :
- Zosterops mayottensis mayottensis Schlegel, 1867 ;
- Zosterops mayottensis semiflavus E. Newton, 1867.